# Microafinador
El microafinador es un dispositivo de algunos instrumentos de cuerda cuya función es la de facilitar la precisión necesaria en la afinación
 de dichos instrumentos, posteriormente a realizar una aproximación a la nota deseada por medio de las clavijas.

## Composición
El Microafinador consiste en un tornillo que al girarlo modifica la tensión de la cuerda por presión directa o por algún tipo mecanismo para tal propósito.

## Ubicación
Se ubica en uno o varios de los puntos de sujeción de las cuerdas, dependiendo del tipo de instrumento formando parte del cordal (por ejemplo en el violín) o del puente (como en la guitarra).